# Руппін Ланд
52°57′ пн. ш. 12°51′ сх. д. / 52.95° пн. ш. 12.85° сх. д.
Руппін Ланд (також Земля Руппін) — історичний ландшафт на північному заході землі Бранденбург навколо міст Нойруппін, Райнсберг і Ґранзее. Це колишня територія правління графства Руппін (приблизно з 1214 по 1524 рр.) і району Руппін, що виник з нього (1524—1952 рр.). Теодор Фонтане встановив літературний пам'ятник регіону Руппін з першим томом своїх походів через землі Бранденбург, який вийшов у 1862 році під назвою Графство Руппін, і своїм романом «Стехлін» (Der Stechlin) 1897/98.